# پایگاه فضایی گویان

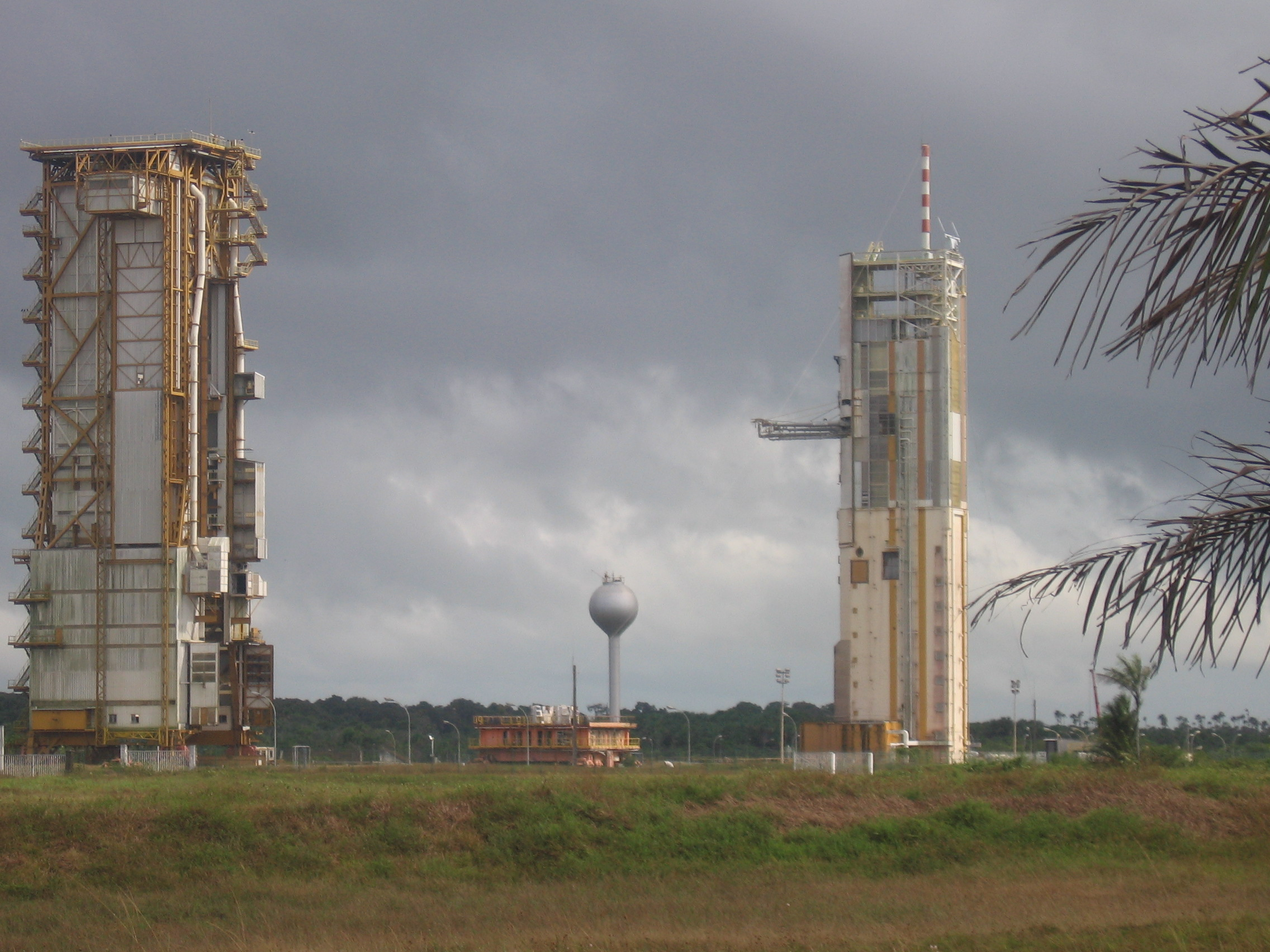
نمایی از پایگاه فضایی گویان

مرکز فضایی گویان (به فرانسوی: Centre Spatial Guyanais) یا CSG محل پرتاب موشک‌های فضایی سازمان فضایی اروپا است که در نزدیکی شهر کوچک کورو در گویان فرانسه که در آمریکای جنوبی واقع شده‌است، قرار دارد.

## پروژه‌ها
در ۹ مارس ۲۰۰۸ نخستین مدل فضاپیمای ترابری خودکار (اِی‌تی‌وی) از پایگاه فضایی گویان به ایستگاه فضایی بین‌المللی پرتاب شد. نهایتاً در تاریخ ۳ آوریل، این باربر پیشرفته اروپایی موسوم به ژول ورن با موفقیت به ایستگاه فضایی بین‌المللی متصل شد.
در ۲۵ دسامبر ۲۰۲۱ تلسکوپ فضایی جیمز وب از این پایگاه به مدار L2 در فاصله ۱٫۵۰۰٫۰۰۰ کیلومتری زمین ارسال شد.